# Ulimang
Ulimang es un localidad en la República de Palaos. Es aquí donde se localiza la Oficina Estatal de Ngaraard (Ngaraard Branch) aunque otra sede se encuentra en Meketii, estado de Koror. Posee una escuela primaria y playas de arena color naranja, además de un pequeño muelle de alto alcance en el océano. Los pueblos de Ngesang y Elab se encuentran al norte de esta localidad. Hacia el oeste está Ngebuked y al sur se encuentra Ngkeklau.